# SamePlace
SamePlace — плагин для Mozilla Firefox, Flock, Thunderbird и Songbird, используемый для обмена мгновенными сообщениями по сетям (MSN, Jabber, Google Talk, Twitter, ICQ и AIM. Также существуют независимые от Mozilla Firefox версии приложения для Microsoft Windows и Mac OS X.

## Возможности
- Интеграция в сайдбар браузера и в качестве отдельного окна
- Статус соединения
- Примечания к контакту
- Поддержка Jabber, Google Talk, MSN, AIM, Twitter
- Поиск по контактам
- Копирования картинки с веб-страницы в окно чата
- Использование сторонних веб-приложений(совместных игр)
- Использование скриптлетов

## Требования
- Firefox 2.0+, Flock 1.1, Thunderbird 2.0 или Songbird 0.4.
- Для использования модулей ICQ и AIM — аккаунт SamePlace